# وليد محمدي
وليد محمدي (20 مايو 2003) هو لاعب كرة قدم، يلعب كظهير أيمن لنادي غرويتر فورت الألماني. ولد في ألمانيا، وهو لاعب دولي للشباب المغرب.

## مهنة النادي
بدأ مسيرته في فالك بيرغراث وألمانيا آخن وفيكتوريا كولن. ولعب أول مباراة احترافية له مع فيكتوريا كولن ضد بوروسيا دورتموند ب في 2 أبريل 2022. وانتقل إلى غرويتر فورت في 3 يونيو 2022، ووقع عقدًا حتى عام 2025.

## مهنة دولية
ولد المحمدي في ألمانيا وهو من أصول مغربية. ومثل المغرب دولياً في منتخب تحت 20 سنة في مجموعة من المباريات في أكتوبر 2022.

## روابط خارجية
- وليد محمدي  على سكروي
- وليد محمدي على موقع الاتحاد الألماني (متاح أيضاً in German)